# Martin Casier
Pour les articles homonymes, voir Casier.
Vous pouvez aider à l'améliorer ou bien discuter des problèmes sur sa page de discussion.
- Il semble être autobiographique ou autocentré et avoir fait l'objet de modifications substantielles, soit par le principal intéressé, soit par une personne en lien étroit avec le sujet. Il peut être nécessaire de l'améliorer pour respecter le principe de neutralité de point de vue. (Marqué depuis juillet 2024)
- Il peut contenir un travail inédit ou des déclarations non vérifiées. Vous pouvez l’améliorer en ajoutant des références. (Marqué depuis juillet 2024)

Vous pouvez aider à l'améliorer ou bien discuter des problèmes sur sa page de discussion.
- Il ne cite pas suffisamment ses sources. Vous pouvez indiquer les passages à sourcer avec {{référence nécessaire}} ou {{Référence souhaitée}}, et inclure les références utiles en les liant aux notes de bas de page. (Marqué depuis juillet 2024)
- Il ne s’appuie pas, ou pas assez, sur des sources secondaires ou tertiaires. (Marqué depuis juillet 2024)

- Archive Wikiwix
- Bing
- Cairn
- DuckDuckGo
- E. Universalis
- Gallica
- Google
- G. Books
- G. News
- G. Scholar
- Persée
- Qwant
- (zh) Baidu
- (ru) Yandex
- (wd) trouver des œuvres sur Wikidata

Martin Casier, né à Bruxelles le 3 février 1987, est un homme politique belge, membre du Parti socialiste (PS). Il est député au Parlement bruxellois et au Parlement de la Communauté française de Belgique. Il est également Conseiller communal à Watermael-Boitsfort.

## Biographie
Martin Casier naît à Uccle le 3 février 1987. Après une élection comme représentant étudiant de la Faculté des Sciences au Conseil d’administration de l’ULB en 2010[réf. nécessaire], il devient Vice-président de cette université en 2011, poste qu’il assurera jusqu’en 2015[réf. nécessaire].
Martin Casier rejoint le Parti socialiste en 2013,[réf. nécessaire] et participe pour la première fois aux Élections régionales belges de 2014 à Bruxelles comme 26e candidat de la liste du PS. 
En octobre 2018, il se présente aux élections dans sa commune de Watermael-Boitsfort comme tête de liste et est élu Conseiller communal,[source insuffisante].
En mai 2019, il devient député au Parlement bruxellois, en remplacement de Philippe Close,. Il est également désigné par son parti pour siéger comme l’un des 19 députés bruxellois francophones au Parlement de la Communauté française de Belgique[source insuffisante].
En octobre 2019, il devient Vice-président de la Fédération bruxelloise du Parti socialiste, aux côtés d’Ahmed Laaouej (Président) et d’Isabelle Emmery (Vice-présidente).

## Fonctions politiques
Député au Parlement de la Communauté française de Belgique depuis juin 2019. 
Vice-Président de la Fédération bruxelloise du Parti socialiste (Belgique) depuis octobre 2019.
Conseiller communal (PS) et chef de groupe à Watermael-Boitsfort depuis octobre 2018.